# Pat Binns
Pour les articles homonymes, voir Binns.
Patrick George Binns, né le 8 octobre 1948 à Weyburn, en Saskatchewan, est un agriculteur, expert-conseil en gestion, diplomate et homme politique canadien, premier ministre de l'Île-du-Prince-Édouard de 1996 à 2007.

## Biographie

### Débuts
Binns est diplômé de l'Université de l'Alberta en 1971 avec une maîtrise en développement communautaire en même temps qu'il travaille pour le gouvernement de l'Alberta en tant qu'officier de développement communautaire. En 1972, Binns commence à travailler pour le Conseil du développement rural de l'Île-du-Prince-Édouard (Prince Edward Island Rural Development Council) et rencontre et épouse Carol MacMillan de Wood Islands. Binns établit subséquemment une ferme de haricots à Hopefield ainsi qu'une entreprise de consultation basée à son domicile.

### Carrière politique
Binns se lance en politique en 1978, se faisant élire député du comté de 4th Kings. Il est subséquemment réélu en 1979 et 1982, occupant divers portefeuilles, tels que ministre de l'Industrie, des Affaires municipales, des Pêches, de l'Environnement, du Travail, et du Logement, ainsi que de détenir certaines responsabilités pour le développement économique. De 1984 à 1988, Binns est le député fédéral de Cardigan.

#### Premier mandat (1996 à 2000)
Binns se lance dans la course à la succession de Patricia Mella à la direction du Parti progressiste-conservateur de l'Île-du-Prince-Édouard (PPC) en 1996 et remporte la victoire par une marge convaincante lors du congrès du 5 mai. Il se met immédiatement à préparer le parti pour une élection attendue dans les prochains mois et est dans une position extrêmement favorable, le gouvernement libéral sortant, en voie de briguer un quatrième mandat, ayant dépensé la majeure partie de son capital politique après une décennie au pouvoir. Les tories sous Mella avaient été réduits à un seul siège sur 32 en 1993 et les Prince-Édouardiens réclament une distribution plus équilibrée des sièges.
Le PPC de Binns ne déçoit pas les attentes des observateurs politiques, défaisant les libéraux aux élections générales du 18 novembre 1996 en remportant 18 sièges contre 8 pour les libéraux et 1 pour le NPD. Cs sont les premières élections générales à l'Île-du-Prince-Édouard depuis que celle-ci s'est jointe à la confédération pour lesquelles le système électoral est modifié ; auparavant, il y avait 32 députés élus dans 16 districts qui avaient un conseiller et un député — pour que les partis puissent présenter deux candidats, un protestant et un catholique.
En plus de la fatigue générale des électeurs face à l'administration libérale, ainsi que les changements de districts électoraux, d'autres facteurs entrent en jeu qui favorisent le parti tory de Binns. En 1994, le gouvernement libéral fait face à des revenus d'impôt décroissants et augmente les dépenses à cause des réductions dans les transferts du fédéral. Des réductions de salaire sont imposées aux fonctionnaires, allant de 3,75 % à 7,5 %. Ces mesures réduisent les déficits dans les années suivantes et demeurent en place par une loi votée par la législature provinciale. Les coupes dans les salaires ont pour effet un ressentiment durable envers le Parti libéral de la part des employés du secteur public ; lors de l'élection de 1996, les chefs syndicaux encouragent leurs membres à voter pour le PPC de Binns ou le NPD de Herb Dickieson.
Étant donné le secteur public anormalement lourd de l'Île-du-Prince-Édouard (qui s'explique principalement par les économies d'échelle), l'influence des employés qui votent en masse sur la question des salaires donne au gouvernement progressiste-conservateur de Binns un chèque en blanc pour la durée du premier mandat, malgré une opposition forte à la législature. Une économie en voie d'amélioration, résultat de la construction du pont de la Confédération, ainsi que des niveaux records de tourisme — causés en partie par le nouvel accès facilité par le pont, ainsi qu'une croissance économique montante en flèche aux États-Unis et dans les provinces centrales du Canada — contribuent à faire accepter le parti de Binns sur toute l'île.

#### Deuxième mandat (2000 à 2003)
Binns remporte un deuxième mandat en 2000 en remportant 26 des 27 sièges, laissant un seul libéral en opposition à la législature. C'est la deuxième fois en une décennie qu'une élection provinciale a pour résultat une distribution des sièges si déséquilibrée par rapport au vote populaire. En 1989, les libéraux remportent en effet 31 des 32 sièges, principalement à cause de la colère des électeurs à l'encontre du Parti progressiste-conservateur fédéral, qui avait annoncé la fermeture de la base des forces canadiennes à Summerside et l'abandon du réseau ferroviaire de la province par la société de la Couronne Canadien National.
Des observateurs politiques ont noté que la base d'appui de Binns aux élections de 1996 avait été grandement concentrée à Kings County et une partie de Queens County, tandis que le premier ministre sortant Keith Milligan et le chef néo-démocrate Dr. Dickieson comptaient leurs appuis à l'ouest, dans Prince County. Vers la fin du premier mandat de Binns, plusieurs vétérans libéraux qui étaient restés dans l'opposition choisirent de se retirer de la politique. De plus, une pénurie de médecins dans Prince County, comté rural, faisait en sorte que les électeurs désiraient que le Dr. Dickieson quitte la politique pour se consacrer à sa pratique médicale. Sentant que le momentum était avec les tories pour quelques années encore, et étant donné la confusion de la direction libérale, les Prince-Édouardiens prêtèrent leurs votes dans la plupart des districts au gouvernement, espérant s'attirer les faveurs de Charlottetown.

#### Troisième mandat (2003 à aujourd'hui)
Binns se joint à la plupart des autres premiers ministres provinciaux et déclenche une élection provinciale en 2003 en avance d'une élection fédérale attendue en 2004, en partie pour éviter d'entrer en conflit avec la campagne fédérale, mais aussi pour profiter de son niveau de popularité personnel record. La date du scrutin, le 29 septembre 2003, coïncide avec l'ouragan Juan, un ouragan de catégorie 1 qui balaye la partie centrale de la province tôt dans la matinée, causant des millions de dollars de dommages et privant de nombreux secteurs d'électricité pour des jours. L'élection n'est ni remise ni annulée, bien que cette décision appartienne au directeur général des élections et non au premier ministre ; malgré le temps néfaste, les taux de participation habituelles sont restées élevés (80 %).
Toutefois, les Prince-Édouardiens ne donnent pas au gouvernement un chèque en blanc comme il s'était produit en 2000, et élisent 23 conservateurs et 4 libéraux pour équilibrer un peu mieux la législature. Les résultats restent tout de même un peu déformés ; les partisans libéraux ou conservateurs donnent environ 40 % chacun à leurs partis respectifs, les 20 % restants étant partagés par le parti gagnant, le NPD, et d'autres. Certains croient que les effets de Juan et le fait que la date du scrutin n'a pas été remise peut avoir fait perdre des votes au gouvernement.
Bien que le Parti progressiste-conservateur jouit d'une popularité record sous la houlette de Binns depuis 1996, certains estiment que le cynisme des électeurs commence à s'installer, le capital politique des tories étant de plus en plus dépensé. Deux facteurs jouent toutefois encore en la faveur des tories : premièrement, la très grande popularité personnelle dont jouit Binns à travers la province, surtout en comparaison avec d'autres premiers ministres dans l'histoire récente de l'ÎPE ; et deuxièmement, le manque d'expérience relative du chef libéral Robert Ghiz et le contraste des personnalités, surtout comparé à Binns — bien des voteurs voient M. Ghiz comme un opportuniste qui joue sur le legs politique de sa famille.
Si Binns reste en poste pour la totalité de son mandat actuel, jusqu'au 29 septembre 2008, il deviendra le deuxième premier ministre le plus longtemps en poste depuis que l'Île-du-Prince-Édouard est devenue une colonie séparée en 1854. Celui qui détient actuellement cet honneur est Alexander B. Campell, qui a été en poste pendant 12 ans. Si Binns est réélu et demeure en poste jusqu'au 9 janvier 2009, il aura battu le record par une journée.
Le 19 novembre 2005, Binns annonce au Parti progressiste-conservateur provincial qu'il entend rester pour briguer un quatrième mandat, tuant dans l'œuf des campagnes au leadership qui s'organisaient déjà discrètement. Certains se demandaient si Binns mènerait son parti à une autre élection, où choisirait de retourner en politique fédérale et se faire élire dans Cardigan sous la bannière du Parti conservateur fédéral. Binns a également déclaré à plusieurs reprises que dix ans sont assez pour qu'une même personne occupe le poste de premier ministre et qu'il devait y avoir un changement ; il est fort probable qu'il s'agirait de ses véritables intentions si ce n'était de l'absence d'une opposition crédible, et plus important encore, un manque de successeurs crédibles dans son propre parti.
Récemment, le gouvernement Binns a annoncé qu'il soumettrait le rapport de la Commission des divisions électorales indépendante à la révision d'un comité de l'Assemblée législative, en vue de possiblement modifier certains districts électoraux. Le chef de l'opposition, Robert Ghiz, a accusé le premier ministre de tentative de charcutage électoral.
Certaines rumeurs circulaient avant l'élection fédérale canadienne de 2006 à l'effet que, dans l'éventualité d'une victoire du Parti conservateur du Canada sans représentation sur l'Île-du-Prince-Édouard (ce qui s'avéra), Stephen Harper veuille nommer Binns au conseil des ministres et le faire briguer le siège actuellement vacant au Sénat dans une élection à la grandeur de la province. Toutefois, Binns a déclaré qu'il n'est pas intéressé à se faire élire au Sénat.

## Critiques
Binns et son gouvernement ont été inébranlables dans leur appui aux régions rurales de l'Île-du-Prince-Édouard en refusant de consolider et centraliser les services ; ils ont délibérément choisi de maintenir en place écoles, hôpitaux, routes et autres infrastructures rurales coûteuses face à une tendance grandissante vers l'urbanisation. Récemment,[Quand ?] Binns a également été la cible de critiques pour son refus de réglementer la subdivision croissante des terres agricoles rurales et le développement en bandeau qui en résulte et qui contribue à la dégradation de la campagne prince-édouardienne par l'expansion urbaine.
Le gouvernement de Binns a également exprimé des réticences à introduire des règlements environnementaux pour l'industrie agricole. La croissance explosive de la culture des pommes de terre sur l'Île-du-Prince-Édouard dans les années 1990, qui faisait suite au triplement de la capacité de manufacture de frites, a eu pour résultat l'usage accru des pesticides agricoles. Des pluies d'été plus abondantes que la normale durant la dernière décennie (que certains attribuent aux changements climatiques) ont créé des problèmes écologiques comme la mort des poissons dans les cours d'eau douce, principalement à cause des pesticides. Ces positions politiques de son gouvernement reflètent possiblement l'expérience de Binns en développement économique rural et son héritage Red Tory du gouvernement de J. Angus MacLean, ainsi que son propre statut de fermier-premier ministre étroitement branché sur la grande base rurale du Parti progressiste-conservateur.
Bien que la popularité personnelle de Binns demeure élevée, son administration est critiquée par certains économistes et experts pour n'avoir pas adéquatement géré certains dossiers stratégiques auxquels fait face l'Île-du-Prince-Édouard, spécifiquement ; la décroissance de la base d'imposition provinciale jumelé à un déclin dans les paiements de péréquation du fédéral ; une émigration continuelle et croissante des jeunes en résultat de la mobilité facilitée par le pont de la Confédération et des bas tarifs de transport aérien vers des régions riches en emploi comme les projets énergétiques de l'Alberta ou les centres urbains de l'Ontario ; des coûts croissants des services de santé pour une population de plus en plus vieillissante ; des infrastructures de transport et de services publics vieillissantes ; et des changements de tendances dans le tourisme mondial et régional qui ignorent de plus en plus l'Île-du-Prince-Édouard.

## Défaite
Le 28 mai 2007, lors de l'élection générale prince-édouardienne de 2007, le gouvernement de Pat Binns est défait par le Parti libéral de Robert Ghiz.